# My Head’s in Mississippi
My Head's in Mississippi (с англ. — «Мои истоки в Миссисипи») — двадцать девятый сингл американской блюз-рок-группы ZZ Top, третий сингл альбома Recycler, добрался до первого места в  Album Rock Chart 1990 года

## О песне
Сингл записывался в 1990 году в ходе работы над альбомом Recycler. На этом альбоме группа представила половинчатое решение между желанием вернуть в творчестве полноценный блюз начала карьеры, но при этом сохранить коммерческий потенциал последних двух альбомов. В результате не получилось ни того, ни другого, но компромисс в той или иной мере удовлетворил как критиков, так и слушателей, причём среди последних как почитателей блюза, так и многочисленных новоиспечённых адептов середины 1980-х. My Head's in Mississippi в большей степени, чем остальной материал альбома, продемонстрировала тенденцию возвращения группы к её корням. Так, Стивен Эрлевайн отметил, что песня «наиболее близка со времён Degüello к небрежному буги типа La Grange» . Многие авторы отмечают сходство песни с творчеством Джо Ли Хукера .
«My Head’s in Mississippi лишь единственная честная блюзовая вещь на Recycler. Прослушивание их убойных хитов 80-х может заставить вас забыть о том, какая ZZ Top великая блюзовая группа. В 1990 они наконец записали что-то, что не просто в русле их раннего творчества, но вообще на равных с их классическими песнями 70-х. Гитарный рифф мгновенно узнаваем, а бессмысленный текст очень приятно слушать»
Текст действительно далеко не конкретный, Билли Гиббонс говорит о том, песня это что-то типа Сальвадора Дали, приближенного к музыке. Вдохновением для песни Гиббонсу послужила фраза, которую сказал его давний друг, когда они сидели в ресторанчике в Мемфисе с видом на реку Миссисипи: «Мы не выращивали хлопок. Мы не были рабами на плантациях в Миссисипи. Но мои корни там». Дасти Хилл добавляет, что песня о том, как «сидишь в Мемфисе (штат Теннесси) и думаешь о доме. И тогда твоя голова в Миссисипи».
При записи песни использовался усилитель Marshall 5005 Lead 12. На песню был снят видеоклип.

## Сторона B
На стороне стандартного 7”-релиза находился медленный блюз A Fool For Your Stockings, 12” макси сингл и CD-релиз содержал ещё один медленный блюз Blue Jean Blues. Сингл был выпущен также в формате pictured disk 

## Участники записи
- Билли Гиббонс — гитара
- Дасти Хилл — вокал, бас-гитара
- Фрэнк Бирд — ударные, перкуссия

Технический состав
- Билл Хэм — продюсер